# Колумбия (округ, Нью-Йорк)
Округ Колумбия (англ. Columbia County) — округ штата Нью-Йорк, США. Население округа на 2000 год составляло 63 094 человек. Административный центр округа — город Хадсон.

## История
Округ Колумбия образован в 1786 году из части округа Олбани и назван в честь мореплавателя Христофора Колумба (1451—1506).

## География
Округ занимает площадь 1678,3 км².

## Демография
Согласно переписи населения 2000 года, в округе Колумбия проживало 63 094 человек. По оценке Бюро переписи населения США, к 2009 году население уменьшилось на 2,3 %, до 61 618 человек. Плотность населения составляла 36,7 человек на км².